# Châteauneuf-sur-Cher
Châteauneuf-sur-Cher település Franciaországban, Cher megyében. Lakosainak száma 1362 fő (2022. január 1.). Châteauneuf-sur-Cher Chavannes, Corquoy, Saint-Loup-des-Chaumes, Serruelles és Venesmes községekkel határos.

## Népesség
A település népességének változása:
| Lakosok száma | 1783 | 1657 | 1645 | 1535 | 1474 | 1462 | 1454 | 1457 | 1425 | 1362 |
|               | 1968 | 1982 | 1990 | 2006 | 2013 | 2015 | 2017 | 2019 | 2020 | 2022 |